# Linia kolejowa nr 984
Linia kolejowa nr 984 – pierwszorzędna, jednotorowa, zelektryfikowana linia kolejowa łącząca rejon PFB z rejonem PFA stacji Poznań Franowo. Linia obejmuje tory 209, 200, 250 oraz 103 na danej stacji.